# حفل توزيع جوائز الأوسكار الخامس
أقيم حفل توزيع جوائز الأوسكار الخامس (بالإنجليزية: 5th Academy Awards)‏ يوم 18 نوفمبر 1932 في فندق السفير بضيافة كونراد ناجل وفي هذه الدورة، حاز فيلم الفندق الكبير على جائزة أفضل فيلم. كما حصل فيلما اروسميث و البطل على أكبر عدد من الترشيحات، في حين كانت أكثر الجوائز من نصيب فيلما فتاة سيئة والبطل .

## روابط خارجية
- حفل توزيع جوائز الأوسكار الخامس على موقع IMDb (الإنجليزية)